# Boso I van La Marche
Boso I van La Marche bijgenaamd de Oude (overleden in 974) was van 950 tot aan zijn dood graaf van La Marche. Hij was de stamvader van het huis Périgord.

## Levensloop
Volgens de kroniek van Saint-Maixent-l'École was Boso een zoon van Sulpicius, die op zijn beurt een zoon was van graaf Godfried van Charroux, waardoor het van hem afstammende adellijk huis ook wel "Huis Charroux" werd genoemd. Het is mogelijk, dat deze Godfried ook als beschermheer (advocati) van deze abdij actief was, een ambt dat ook aan zijn nakomelingen werd toegeschreven.
Rond het jaar 950 verwierf Boso de controle over het grensgebied tussen de regio Limousin en het noorden van de regio Berry. Hij liet de burcht van Bellac bouwen, van waaruit Boso en zijn nakomelingen over de historische provincie Marche heersten. Door zijn machtsuitbreiding kreeg Boso een vete met burggraaf Gerald de Limoges. Hij sloot daarop een bondgenootschap met het graafschap Périgord, dat beklonken werd door een huwelijk tussen Boso en Emma van Périgord, de dochter van graaf Willem I van Périgord. 
Rond 974 kwam het tot een open oorlog tussen Boso en burggraaf Gerald van Limoges. Boso viel de burcht van La Brosse in het noorden van Limousin aan. Daarbij hoopte hij op de steun van zijn leenheer, hertog Willem IV van Aquitanië, maar die kwam er niet. Burggraaf Gerald en zijn zoon Gwijde voerden een tegenaanval uit, waardoor Boso het beleg van de burcht van La Brosse moest afbreken.
Boso stierf kort daarna, waarna zijn zoons de strijd tegen het burggraafschap Limoges verderzetten.

## Nakomelingen
Boso en zijn echtgenote Emma van Périgord kregen vijf kinderen:
- Eli I (overleden in 975), graaf van Périgord[3]
- Adelbert I (overleden in 997), graaf van La Marche en Périgord[1]
- Boso II (overleden in 1005), graaf van La Marche en Périgord
- Gausbert, werd monnik
- Maarten (overleden in 1000), bisschop van Périgueux